# Поконе
Поконе (порт. Poconé) — муниципалитет в Бразилии, входит в штат Мату-Гросу. Составная часть мезорегиона Юго-центральная часть штата Мату-Гроссу. Входит в экономико-статистический микрорегион Алту-Пантанал. Население составляет 31 451 человек на 2006 год. Занимает площадь 17 260,861 км². Плотность населения — 1,8 чел./км².
Праздник города — 21 января.

## История
Город основан в 1781 году.

## Статистика
- Валовой внутренний продукт на 2003 год составляет 104 054 652,00 реалов (данные: Бразильский институт географии и статистики).
- Валовой внутренний продукт на душу населения на 2003 год составляет 3341,51 реал (данные: Бразильский институт географии и статистики).
- Индекс развития человеческого потенциала на 2000 год составляет 0,679 (данные: Программа развития ООН).